# Benito Juárez, Manlio Fabio Altamirano
Benito Juárez är en ort i Mexiko.   Den ligger i kommunen Manlio Fabio Altamirano och delstaten Veracruz, i den sydöstra delen av landet, 300 km öster om huvudstaden Mexico City. Benito Juárez ligger 33 meter över havet och antalet invånare är 322.
Terrängen runt Benito Juárez är platt. Runt Benito Juárez är det ganska tätbefolkat, med 172 invånare per kvadratkilometer. Närmaste större samhälle är Veracruz, 17,6 km öster om Benito Juárez. Trakten runt Benito Juárez består till största delen av jordbruksmark.